# XII edició dels Premis Ariel
La XII edició dels Premis Ariel, organitzada per l'Acadèmia Mexicana d'Arts i Ciències Cinematogràfiques (AMACC), es va celebrar el 1957 per celebrar el millor del cinema durant l’any anterior

## Premis i nominacions[1]
Nota: Els guanyadors estan llistats primer i destacats en negreta.⭐
| Millor pel·lícula - El camino de la vida – CLASA SA ⭐ - La escondida – Alfa Film - Talpa- Cinematográfica Latina                                                                    | Millor direcció - Alfonso Corona Blake -El camino de la vida⭐ - Roberto Gavaldón – La escondida - Emilio Gómez Muriel – Con quién andan nuestras hijas                 |
| Millor actor - Víctor Manuel Mendoza – Talpa ⭐ - Carlos Baena – Adán y Eva - Adalberto Martínez 'Resortes' – El rey de México                                                       | Millor actriu - Silvia Pinal – Locura pasional ⭐ - Yolanda Varela – Los amantes - Lilian Prado – Talpa                                                                 |
| Millor coactuació masculina - Jorge Martínez de Hoyos – Canasta de cuentos mexicanos ⭐ - José Elías Moreno – Bodas de oro - René Cardona – ¡Que seas feliz!                         | Millor coactuació femenina - Sara García – La tercera palabra ⭐ - Silvia Derbez – El rey de México - Hortensia Santoveña – Talpa                                       |
| Millor actor de repartiment - Pedro de Aguillón – El inocente ⭐ - Carlos Agosti – La escondida - José Luis Jiménez – Con quién andan nuestras hijas                                 | Millor actriu de repartiment - Lucy Gallardo – Con quién andan nuestras hijas ⭐ - Inés Murillo – El camino de la vida - Leonor Llausas – Talpa                         |
| Millor argument original - Eduardo Landeta, Matilde Landeta – El camino de la vida⭐ - Isaac Diaz Araiza – El rey de México - Marco Aurelio Galindo – Con quién andan nuestras hijas | Millor guió adaptat - Alberto Gout – Adán y Eva ⭐ - Juan de la Cabada – Canasta de cuentos mexicanos - Edmundo Báez – Talpa                                            |
| Millor fotografia - Rosalío Solano – Talpa ⭐ - José Ortiz Ramos – El camino de la vida - Gabriel Figueroa – La escondida                                                            | Millor edició - Jorge Bustos – La escondida ⭐ - Carlos Savage – El camino de la vida - Gloria Schoemann – Talpa                                                        |
| Millor escenografia - Salvador Lozano Mena – Talpa ⭐ - Edward Fitzgerald – Canasta de cuentos mexicanos - Gunther Gerzso – La escondida                                             | Millor música de fons - Gustavo César Carrión– Adán y Eva ⭐ - Juan García Esquivel – Locura pasional - Lan Adomián – Talpa                                             |
| Millor so - Luis Fernández – Talpa ⭐ - Rodolfo Benítez – Bodas de oro - Javier Mateos – La escondida                                                                                | Millor actuació infantil - Humberto Jiménez Pons – El camino de la vida ⭐ - Ignacio García Torres – El camino de la vida - Rogelio Jiménez Pons – El camino de la vida |
| Millor actuació juvenil - Luz María Aguilar – Con quien andan nuestras hijas ⭐ - Otilia Larrañaga – Caras nuevas - Freddy Fernández 'El Pichi' – Con quien andan nuestras hijas     | Pel·lícula de major interès nacional - El camino de la vida – Alfonso Corona Blake ⭐                                                                                   |
| Ariel Especial - Francisco Gómez – per fundar el primer laboratori en color ⭐ - Mundo ajeno – millor curtmetratge ⭐                                                                | Premi honorari - Pedro Infante ⭐ |

## Premis i nominacions múltiples
| Pel·lícula                     | Nominacions | Premis |
| ------------------------------ | ----------- | ------ |
| El camino de la vida           | 6           | 4      |
| La escondida                   | 5           | 1      |
| Talpa                          | 7           | 3      |
| Con quién andan nuestras hijas | 4           | 2      |
| Locura pasional                | 1           | 1      |
| El rey de México               | 3           | 0      |
| Adán y Eva                     | 1           | 2      |
| Los amantes                    | 1           | 0      |
| Canasta de cuentos mexicanos   | 2           | 1      |
| ¡Que seas feliz!               | 1           | 0      |
| Bodas de oro                   | 1           | 0      |
| La tercera palabra             | 0           | 1      |
| El inocente                    | 0           | 1      |
| Caras nuevas                   | 1           | 0      |